# Якоб Йоханн Свейнссон
Якоб Йоханн Свейнссон (24 листопада 1982) — ісландський плавець.
Учасник Олімпійських Ігор 2000, 2004, 2008, 2012 років.